# Sérgio Paulinho
Sérgio Miguel Moreira Paulinho ComIH (Oeiras, Oeiras e São Julião da Barra, 26 de março de 1980) foi um ciclista português. ele e filho do antigo ciclista jacinto paulinho, e irmao de Pedro Paulinho e do Claudio Filipe Paulinho. ele acabou carreira 31/12/2021
Fez história no ciclismo português ao conquistar um medalha de prata nos Jogos Olímpicos de Atenas, e ao ter vencida uma etapa da Volta à Espanha 2006.
Participou na edição 2007 da Volta à França e na de 2010, tendo vencido a 10ª etapa (179 km entre Chambéry e Gap) em 14 de Julho.

## Biografia
Filho do ex-ciclista Jacinto Paulinho, Sérgio Paulinho iniciou o seu percurso de formação no Mato-Cheirinhos.
Venceu o campeonato do mundo de juniores em 2002 e em 2003 tornou-se ciclista profissional e começou a ganhar importância na equipa LA Pecol, uma das mais importantes no país. correu na equipa Sub 23 Vitória De Setubal - Construções Corvo em 2000.
Em 2002 ganhou a medalha de prata nos mundiais sub-23 de contra-relógio.
Em 2004 foi 6.º na Volta a Portugal. Nesse mesmo ano, nos Jogos Olímpicos de Atenas venceu a medalha de prata. Após o seu feito nos Jogos Olímpicos, Sérgio Paulinho ingressou na equipa de ciclismo espanhola Liberty Seguros-Würth.
Em Junho de 2006, atingiu o melhor momento da sua carreira no estrangeiro na competição Dauphiné Libre, tendo estado durante boa parte da competição no Top 10. Contudo, três semanas depois, foi impedido de participar no Tour por alegado envolvimento no escândalo de dopagem Operação Puerto. Poucos dias após o final da competição, essa situação verificou-se ser falsa, podendo assim o corredor poder regressar à competição.
Em Julho de 2006, foi anunciada a saída de Paulinho no final da temporada para a equipa norte-americana Discovery Channel, onde corria o também português José Azevedo. No dia 5 de Setembro de 2006, na 10ª etapa da Vuelta a España, Sérgio Paulinho conseguiu mais uma vitória memorável para o ciclismo português, entrando numa fuga, batendo a concorrência, e vencendo a etapa no alto de Museo de Altamira, subindo ao Top 10 da classificação geral.
Em 2008 Sérgio Paulinho voltou a ver a sua equipa impedida de participar no Tour devido a mais um caso de dopagem ao qual será mais uma vez alheio. Em Junho do mesmo ano sagra-se campeão nacional de contra-relógio.
Em 2010 Sérgio Paulinho, conquistou uma das  maiores vitórias da sua carreira até este momento, vencendo a 14 de Julho a 10º etapa do Tour, com chegada a Gap.
A 4 de Janeiro de 2016 foi feito Comendador da Ordem do Infante D. Henrique.

## Equipas
- Camadas jovens
- GR Matos Cheirinhos

- Amador - Sub23
- 2000 Vitória De Setubal - Construções Corvo
- Elite - Profissional
- 2002 ASC - Vila do Conde
- 2003 ASC - Vila do Conde
- 2004 L.A. - Pecol

- 2006 Liberty Seguros - Würth  2005 Liberty Seguros - Würth Team
- 2007 Discovery Channel Pro Cycling Team
- 2009 Astana
- 2008 Astana
- 2011 RadioShack
- 2010 RadioShack
- 2013 Team Saxo - Tinkoff
- 2012 Team Saxo Bank - Tinkoff Bank
- 2016 Tinkoff
- 2015 Tinkoff - Saxo
- 2014 Tinkoff - Saxo
- 2021 L.A. Aluminios / L.A. Sport
- 2020 Efapel
- 2019 Efapel
- 2018 Efapel
- 2017 Efapel

## Palmarés
1999
1º na etapa 7 Volta a Portugal do Futuro
2000
1º na etapa 4 GP R.L.V.T
2002
1º no Prólogo da Volta ao Portugal do Futuro
1º na Etapa 3 da Volta ao Portugal do Futuro
1º na Etapa 4 da Volta ao Portugal do Futuro
3º no Campeonato do Mundo de Contra-relógio Sub-23
1º no Circuito da Malveira
2004
 Campeão Nacional de Contra-relógio
1º na Etapa 7 da Volta a Portugal
1º na Etapa 10 etapa da Volta a Portugal
1º na Geral da Volta a Tras os Montes
1º na Etapa 1 da Volta a Terras de Santa Maria
1º na Etapa 3 da Volta a Terras de Santa Maria
2º  nos Ciclismo nos Jogos Olímpicos de Verão
2006
1º na Etapa 10 da Volta a Espanha
2008
 Campeão Nacional de Contra-relógio
2009
1º na Etapa 4 TTT da Volta a França
2010
1º na Etapa 10 da Volta a França
2016
1º na etapa 5 Tour of Croatia
2018

1º  na etapa 3 GP Abimota